# Prosper Sainton

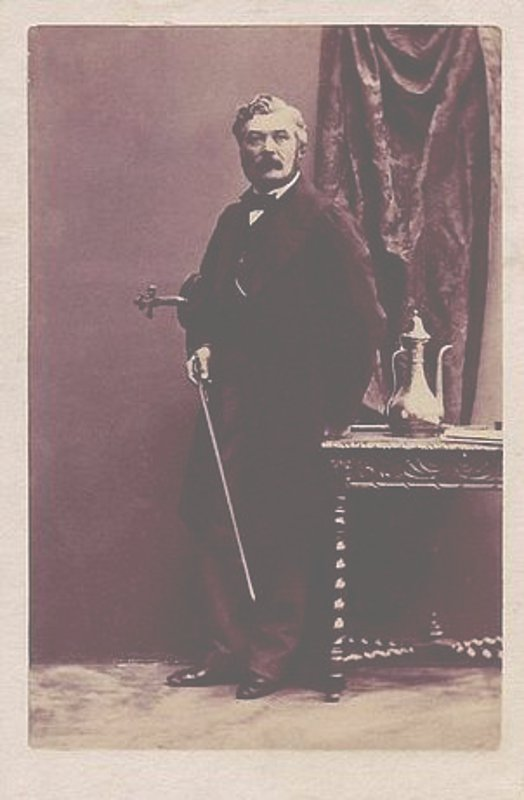
Prosper Sainton, 1860.

Prosper Philippe Catherine Sainton, född den 5 juni 1813 i Toulouse, död den 17 oktober 1890 i London, var en fransk violinist.
Sainton erhöll som elev vid Pariskonservatoriet flera priser. Efter avslutade studier anställdes han vid Stora operans orkester. På sina konsertresor även Stockholm 1837. Från 1845 var han verksam i London.